# Radiotelevizija Slovenija
Radiotelevizija Slovenija (RTV Slovenija, RTV SLO), na terenie kraju znany po prostu pod nazwą RTV – słoweński publiczny nadawca radiowo-telewizyjny, członek Europejskiej Unii Nadawców. Przedsiębiorstwo powstało 1 września 1928 roku jako Radio Ljubljana, zaś od 28 listopada 1958 roku emituje także kanały telewizyjne, a od 2001 roku posiada swój multimedialny portal internetowy. Nadaje ona po trzy ogólnokrajowe kanały radiowe i telewizyjne. Większość jej budżetu stanowi dochód z abonamentu radiowo-telewizyjnego (ok. 73% przychodów), uzupełniająco stacja korzysta też z wpływów z reklam.

## Radio
RTVSlo nadaje obecnie ze swojego głównego ośrodka w Lublanie trzy ogólnokrajowe kanały radiowe: A1 (informacje, audycje słowne, zróżnicowana muzyka), Val 202 (muzyka pop, styl życia, sport) oraz ARS (kultura, muzyka poważna). Ponadto ma dwa ośrodki regionalne. Oddział w Mariborze produkuje kanał dla zagranicy RSi (w językach angielskim i niemieckim), regionalne Radio Maribor w języku słoweńskim oraz – w swoim studio w Lendavie – radio MMR w języku węgierskim. Z kolei w oddziale w Koprze powstaje Radio Koper (po słoweńsku) i Radio Capodistria (po włosku).

## Telewizja

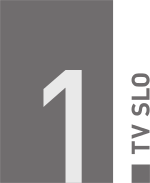
Logo TV SLO 1

RTV SLO nadaje z Lublany trzy ogólnokrajowe kanały telewizyjne: TV Slovenija 1, 2 i 3 (przy czym ten ostatni jest kanałem parlamentarno-informacyjnym). Produkuje kanał w HDTV. Oba oddziały regionalne produkują własne kanały. Są to TV Koper/Capodistria oraz Tele M.